# Intraokularlinse

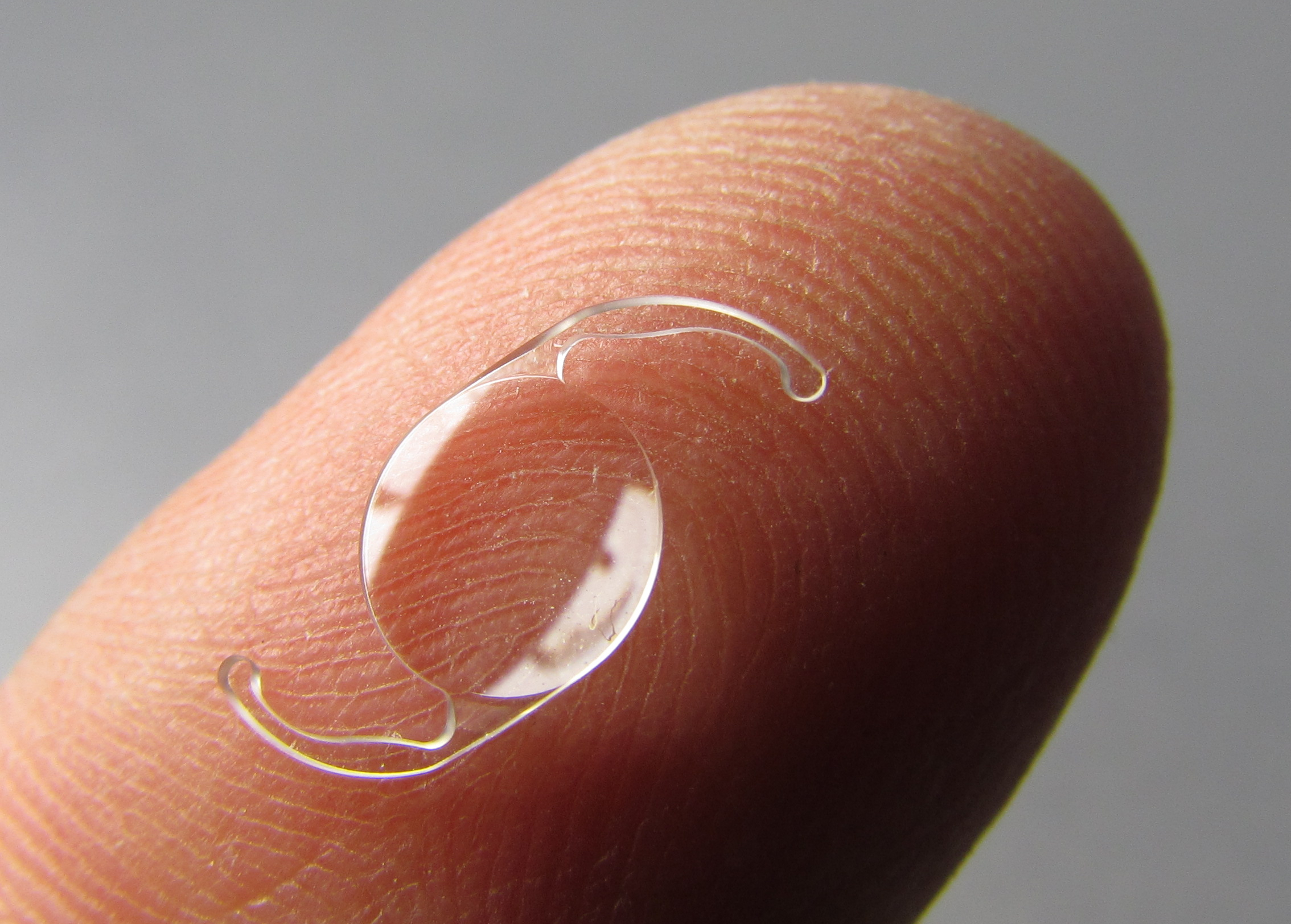
Eine Hinterkammerlinse

Eine Intraokularlinse (von lateinisch intra ‚innerhalb‘ und lateinisch oculus ‚Auge‘), kurz IOL, ist eine künstliche Linse im Auge. Meist wird sie nach Entfernung der natürlichen Linse (Aphakie) im Rahmen der Operation des Grauen Stars implantiert, sie kann aber auch zusätzlich zur natürlichen Linse eingesetzt werden (phake Intraokularlinse). Das Vorhandensein einer Kunstlinse im Auge wird in der Augenheilkunde Pseudophakie genannt.
Eine neue Entwicklung der Intraokularlinsen ist die Licht-adjustierbare Linse (LAL), bei der nach der Operation durch eine Bestrahlung mit UV-Licht die Brechkraft verändert und nachjustiert werden kann.

## Aphake Intraokularlinsen
Der Ersatz der körpereigenen Linse durch ein Implantat erfolgt meist aufgrund einer Linsentrübung (Katarakt). In bestimmten Fällen kann auch ein refraktiver Linsentausch erfolgen, um einen sehr hohen Sehfehler zu korrigieren.
Bereits im 18. Jahrhundert formulierte Felice Tadini die Idee zur Kunstlinsenimplantation gegenüber Giacomo Casanova. 1795 führte Giovanni Virgilio Casaamata in Dresden einen Realisierungsversuch durch. Die erste Intraokularlinse implantierte Harold Ridley im Jahre 1949. Unter dessen Federführung organisierten sich 1966 Augenchirurgen aus ganz Europa im International Intraocular Implant Club (IIIC) mit dem primären Anliegen, den Brechkraftverlust des Auges bei der Katarakt-Operation durch Einpflanzung einer Kunstlinse auszugleichen. Heute gelingt es, durch vorausgehende Vermessungen des Auges so genaue Vorhersagen zur postoperativen Brechkraft zu machen, dass die – ehemals argwöhnisch beäugte – Einpflanzung einer Kunstlinse zum Standard geworden ist. Im Rahmen von Kataraktoperationen werden in Deutschland jährlich etwa 650.000 Intraokularlinsen (Stand 2005) implantiert.

### Aufbau und Varianten

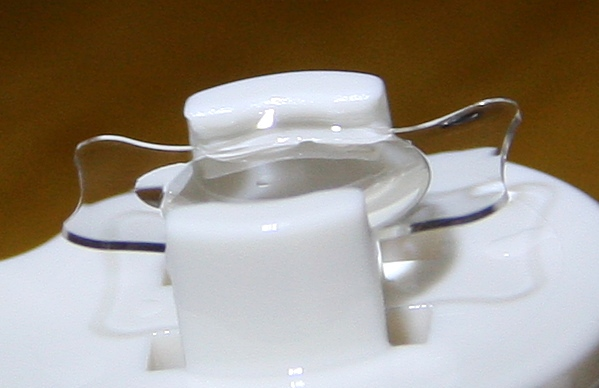
MICS-IOL aus Acryl in Haltevorrichtung

Aufgebaut ist eine Intraokularlinse aus der zentralen optischen Linse und der peripher anschließenden Haptik, die die Linse im Auge fixiert. Der Durchmesser der optischen Zone beträgt 5 mm bis 7 mm, meist rund 6 mm. Die Haptik kann verschiedene Formen aufweisen. Meist finden C-Haptiken oder Plattenhaptiken Verwendung.
Anhand des Materials können die Linsen in harte IOL und weiche, faltbare IOL unterteilt werden. Faltbare Linsen bestehen aus Acryl, Silikon oder Hydrogel. Die harten Linsen bestehen aus Polymethylmethacrylat. Einteilige Intraokularlinsen sind komplett aus einem einheitlichen Material geformt, während mehrteilige Intraokularlinsen aus verschiedenen Materialien zusammengesetzt sind. Der Vorteil der faltbaren Linsen besteht in dem wesentlich kleineren Einschnitt, der für die Implantation nötig ist. Konventionelle faltbare Linsen können durch einen etwa 3 mm großen Einschnitt implantiert werden. Moderne MICS-Intraokularlinsen (MICS = Micro Incision Cataract Surgery) benötigen nur noch einen Einschnitt von unter 2 mm.
Anhand der optischen Eigenschaften werden die Intraokularlinsen unterschieden in
- positiv brechende Intraokularlinse: Die häufigste implantierte Linse, meist um 20 Dioptrien beim ursprünglich normalsichtigen (emmetropen) Auge. Besonders gute optische Eigenschaften haben asphärische Intraokularlinsen.
- negativ brechende Intraokularlinse: Wird implantiert, wenn das ursprüngliche Auge extrem kurzsichtig (myop) ist.
- torische Intraokularlinse: Wird gelegentlich bei Augen mit mäßigem bis starkem Astigmatismus implantiert.
- Multifokallinse: Hat zwei oder mehr Brennweiten und soll dem Patienten ein Leben ohne Lesebrille ermöglichen.
- akkommodierende Intraokularlinse: Soll die Akkommodation der natürlichen Linse nachahmen und dadurch ebenfalls die Lesebrille überflüssig machen.

### Voruntersuchungen und Behandlungsablauf
Die Implantation einer Intraokularlinse erfordert eine Reihe von Voruntersuchungen. Besonders wichtig ist die präzise Vermessung des Auges, um die passende Brechkraft der IOL auszuwählen. Spezielle Geräte können diese Messungen mit Hilfe von Ultraschall oder Lichtstrahlen schnell und komfortabel durchführen.
Die Operation wird in den meisten Fällen ambulant und unter örtlicher Betäubung durchgeführt. Die Pupille wird medikamentös erweitert, und je nach Technik werden die benötigten Zugangsschnitte angelegt. Die körpereigene Linse wird mit Hilfe einer Ultraschallsonde zertrümmert und abgesaugt. Dieser Vorgang wird als Phakoemulsifikation bezeichnet. Die Umhüllung der Linse, der Kapselsack, bleibt dabei erhalten, und der Eingriff wird über eine zentrale Öffnung im vorderen Kapselsack durchgeführt. Alternativ kann die Linse komplett mit Kapselsack entfernt werden, was verschiedene Nachteile mit sich bringt. Die IOL wird in den leeren Kapselsack eingesetzt und positioniert. Ein Vernähen der Einschnitte ist nicht notwendig.

### Risiken und Nebenwirkungen
Wie bei jedem operativen Eingriff gibt es bei der IOL-Implantation eine Reihe von Risiken. Die Art und Häufigkeit des Auftretens hängen von der Erfahrung des Operateurs, der verwendeten Technik und individuellen Faktoren ab.
Generell hat die IOL-Implantation im Rahmen einer Kataraktoperation eine sehr niedrige Komplikationsrate von unter 1 %. Mögliche Komplikationen sind Blutungen, Verletzungen der Hornhaut (mechanisch oder thermisch), Druckabfall im Auge (Hypotension), Reißen des Kapselsacks und anderes. Die häufigste postoperative Komplikation ist der „Nachstar“. Dabei handelt es sich um eine Trübung der hinteren Seite des Kapselsacks durch hängengebliebene Zellen der entfernten körpereigenen Linse. Diese Trübung kann durch eine Laserkapsulotomie mit einem Nd:YAG-Laser einfach entfernt werden.
Eine vergleichsweise selten auftretende Komplikation (etwa 1,5 %) betrifft die Netzhaut und wird zystisches Makulaödem genannt. Dabei bilden sich in den ersten ein bis drei Monaten nach der Operation Zysten in der Netzhaut, die meist nach etwa sechs Monaten wieder verschwinden, aber in seltenen Fällen Löcher in der Netzhaut hinterlassen. Ein sehr ernstes Risiko stellt eine Endophthalmitis (Infektion im Auge) dar. Die Rate ist mit 0,05 % sehr gering.
Außerdem besteht das Risiko einer Dislokation (Verlagerung) der Linse mit entsprechendem Abfall der Sehschärfe.
Bei ungeeigneten Linsenmaterialien besteht mittel- und langfristig (Jahre) die Gefahr der Kalzifikation (körnige Ablagerungen bei hydrophilen Acryllinsen) und des Glistening (flüssigkeitsgefüllte Poren in hydrophoben Acryllinsen). Beides verringert den Kontrast bei Gegenlicht, wirkt also ebenso wie der Graue Star. Wird dies mit einer Trübung der hinteren Seite des Kapselsacks (siehe oben) verwechselt und  mit Laserkapsulotomie behandelt, wird der dennoch erforderliche Linsenwechsel erschwert.

### Besonderheiten bei akkommodierenden Intraokularlinsen
Die körpereigene Linse sorgt durch Änderung ihrer Brechkraft für ein scharfes Sehen von nah bis fern. Durch den Austausch gegen eine Intraokularlinse geht diese Funktion verloren und das Auge kann nur noch auf eine bestimmte Distanz scharf sehen. Die Brechkraft der IOL wird meist so berechnet, dass das Auge eine scharfe Fernsicht hat. Das hat zur Folge, dass nahe Objekte nicht scharf gesehen werden können und eine Lesebrille erforderlich wird. Moderne multifokale oder akkommodierende IOL können diesen Effekt zu einem gewissen Grade kompensieren. Da die Akkommodationsfähigkeit mit zunehmendem Alter abnimmt (Presbyopie), und Kataraktpatienten meist in dem Alter sind, in dem das Auge kaum noch akkommodiert, kann die Implantation derartiger Linsen eine Verbesserung der Nahsicht darstellen.
Es wird jedoch berichtet, dass der tatsächlich erreichbare Akkommodationseffekt gering ist.
Weitere Forschungsansätze für akkommodierende Intraokularlinsen sind flüssigkeitsbasierte Intraokularlinsen (FluidVision von PowerVision, Juvene von LensGen) sowie elektronisch gesteuerte Intraokularlinsen (Sapphire AutoFocal IOL von Elenza).

## Phake Intraokularlinsen

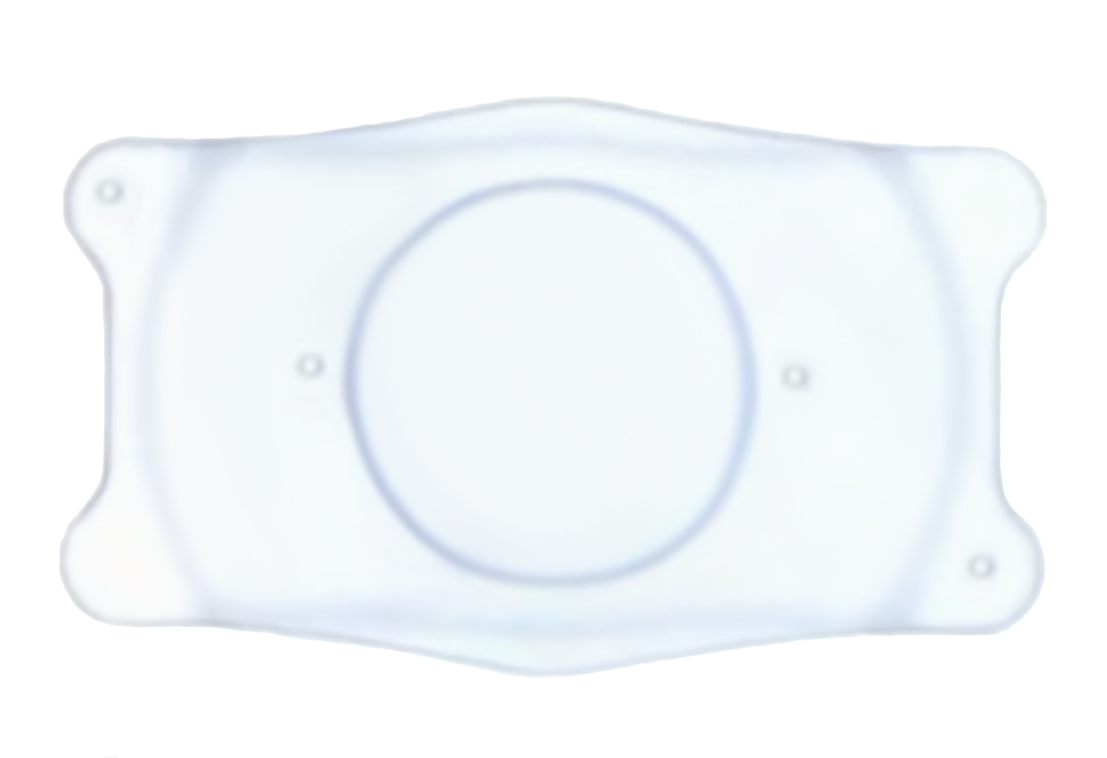
Phake Intraokularlinse

Eine phake Intraokularlinse (PIOL) ist eine künstliche Linse, die zusätzlich zur körpereigenen Linse (altgriechisch φακός phakos) in das Auge implantiert wird. Phake Intraokularlinsen können zur Korrektur einer Fehlsichtigkeit dienen. Diese Methode stellt bei höhergradiger Fehlsichtigkeit eine Alternative zur Laseroperation dar.
Phake Intraokularlinsen wurden erstmals im Jahr 1953 von Benedetto Strampelli eingesetzt; bei den ersten Implantaten traten schwerwiegende Komplikationen auf. Durch Fortschritte im Linsendesign, insbesondere der Haptik, und die Verwendung biokompatibler Materialien konnten phake Intraokularlinsen so verbessert werden, dass sie heute zur Korrektur hoher refraktiver Sehfehler eingesetzt werden.
Als Mitte der 1980er Jahre refraktiv wirksame Operationen an der Augenhornhaut immer erfolgreicher wurden, belebte sich – meist unter den Augen-Chirurgen, die keinen Excimer-Laser zur Verfügung hatten – der Trend zur Einpflanzung phaker Linsen. International wurde eine Vielzahl verschiedener phaker Linsenmodelle auf den Markt gebracht und propagiert. Zu ihren Entwicklern zählen u. a. Swjatoslaw N. Fjodorow, Paul U. Fechner, Peter Choyce, Binkhorst und Jan G.F. Worst.

### Aufbau und Varianten
Aufgebaut ist eine PIOL aus der zentralen optischen Linse und der peripher anschließenden Haptik, die die optische Linse im Auge fixiert. Die optisch wirksame Zone der PIOL hat einen Durchmesser von 4,5 mm bis 6 mm, abhängig von der Linsenart und den Augenabmessungen. Nach der Lokalisation der PIOL im Auge wird zwischen Vorderkammer- und Hinterkammerlinsen unterschieden. Die Vorderkammerlinse wird zwischen Hornhaut und Iris implantiert und die Hinterkammerlinse zwischen Iris und Augenlinse. Es gibt verschiedene Varianten der Befestigung der Vorderkammerlinsen. Sie können entweder an der Iris fixiert sein oder sich im Kammerwinkel abstützen. Die Haptik der Linse ist entsprechend unterschiedlich gestaltet.
Phake Intraokularlinsen werden aus verschiedenen Materialien hergestellt. Vorderkammerlinsen bestehen entweder aus hartem PMMA oder weichen Materialien wie Silikon- oder Acryl-Verbindungen. Es gibt mehrteilige PIOLs, die aus unterschiedlichen Materialien zusammengesetzt sind. Dabei ist die Haptik aus hartem Material und die eigentliche Linse aus weichem. Hinterkammerlinsen sind immer aus weichen Materialien wie Silikon-Verbindungen oder Collamer (ein Produkt aus einem Collagen-Polymer der Visian ICL) hergestellt. Weiche Linsen lassen sich falten und können daher durch einen kleineren Einschnitt implantiert werden als harte.
Die optischen Eigenschaften unterscheiden
- sphärische oder asphärische, positiv brechende PIOL: Wird implantiert, wenn das Auge extrem weitsichtig (hyperop) ist.
- sphärische oder asphärische, negativ brechende PIOL: Wird implantiert, wenn das Auge extrem kurzsichtig (myop) ist.
- torische PIOL: Wird gelegentlich bei Augen mit mäßig bis starkem Astigmatismus implantiert.
- Multifokallinse: Hat zwei oder mehr Brennweiten und soll den Effekt der Altersweitsichtigkeit (Presbyopie) kompensieren.

Asphärische Linsen bieten eine bessere Abbildungsqualität gegenüber herkömmlichen sphärischen Modellen.

### Behandlungsbereich und Kontraindikationen
Die Implantation von PIOLs ist indiziert für die Korrektur von:
- Kurzsichtigkeit ab mindestens −0,5 Dioptrien (je nach Linsentyp bis über −20 Dioptrien).
- Übersichtigkeit ab mindestens +3 Dioptrien (je nach Linsentyp bis über +15 Dioptrien).
- Astigmatismus bis etwa 7 Dioptrien (abhängig vom Linsentyp).

Kontraindikationen sind Umstände, die eine Behandlung verbieten oder eine solche nur unter sorgfältiger Abwägung besonderer Risiken zulassen. Ist die Refraktion des Patienten nicht stabil, das heißt, weichen die gemessenen Refraktionswerte in relativ kurzen Zeitabständen signifikant voneinander ab, sollte keine Implantation einer PIOL durchgeführt werden. Vorderkammerlinsen benötigen ausreichend Platz. Ist die Tiefe der Augenvorderkammer zu gering, ist eine Implantation einer solchen Linse nicht indiziert. Ebenso sollte die Dichte der Endothelzellen auf der hinteren Hornhautoberfläche nicht geringer sein als 2000 mm−2.
Schließlich sollten für eine PIOL-Implantation in Frage kommende Patienten das 18. Lebensjahr vollendet haben und nicht schwanger sein.

### Voruntersuchungen
Die Erwartungen an das Behandlungsergebnis sind von Patient zu Patient sehr unterschiedlich und sollten im Vorfeld ausgiebig mit dem behandelnden Arzt besprochen werden. Die Voruntersuchungen dienen dazu, die korrekten Behandlungsdaten zu erfassen, um Kontraindikationen auszuschließen und die Erwartungen des Patienten mit der Ergebnisprognose abzugleichen.
Wesentlicher Teil der Voruntersuchungen ist die Bestimmung der exakten subjektiven Refraktion des Patienten durch einen qualifizierten Optometristen oder Augenarzt. Die Refraktionsbestimmung sollte mindestens zweimal in einem Abstand von mindestens zwei Wochen erfolgen. Die Messung einzig der objektiven Refraktionswerte, beispielsweise mittels eines Autorefraktometers, ist in jedem Fall unzureichend. Außerdem ist die Messung der exakten biometrischen Daten des Auges (axiale Länge, Keratometrie, Vorderkammertiefe) sehr wichtig um die geeignete Intraokularlinse auszuwählen.
Weitere wichtige Voruntersuchungen sind:
- Messung der Endothelzelldichte.
- Eine allgemeine augenärztliche Untersuchung des vorderen, mittleren und hinteren Augenabschnitte mittels Spaltlampenuntersuchung.
- Messung des Augeninnendrucks (Tonometrie).
- Eine ausführliche Anamnese.

### Behandlungsablauf
Der Eingriff wird ambulant und unter örtlicher Betäubung durchgeführt. Die modernen faltbaren PIOL werden über einen kleinen, etwa 3 mm großen Einschnitt in das Auge eingeführt. Nicht faltbare Typen benötigen einen breiteren Einschnitt von bis zu 6 mm. Die Lage des Schnitts richtet sich nach der Position und Art der Intraokularlinse. Der kleine Einschnitt heilt relativ schnell und es ist keine Naht notwendig.

### Vor- und Nachteile
Vorteile der Intraokularlinsen gegenüber refraktiven Laserbehandlungen:
- Es sind hohe refraktive Korrekturen, unabhängig von der Hornhautdicke, möglich.
- Die Hornhaut wird nicht durch Gewebeabtrag destabilisiert.
- Es ist ein reversibler Eingriff, die Linse kann also wieder entfernt werden.

Nachteile gegenüber Laserbehandlungen:
- Es besteht eine höhere Infektionsgefahr.
- Es sind Schäden am Hornhaut-Endothel möglich.
- Das Implantat ist empfindlich gegen mechanische Einflüsse am Auge (starkes Reiben, Unfälle).
- Die Linse kann sich verschieben und dadurch wird unter Umständen eine Nachoperation erforderlich.
- Es sind lebenslang Kontrolluntersuchungen beim Augenarzt nötig.

### Risiken
Wie bei jedem operativen Eingriff gibt es bei der PIOL-Implantation eine Reihe von Risiken. Die Art und Häufigkeit des Auftretens hängen von der Erfahrung des Operateurs, der verwendeten Technik und individuellen Einflussfaktoren ab. Allgemeine Risiken bei jeder Art von refraktiver Chirurgie sind Einschränkungen des Dämmerungs- und Nachtsehens durch reduzierte Kontrastsensitivität, Glare (Glanzeffekte) und Halogone (Lichthöfe). Auftreten können außerdem kurz- bis langfristige Über- oder Unterkorrekturen sowie eine Verringerung der Sehschärfe mit optimaler Brillenkorrektur („bestkorrigierter Visus“). Infektionen am Auge sind bei jeder Behandlungsart, insbesondere bei Implantaten möglich.
Bei der Implantation von phaken Intraokularlinsen besteht das Risiko der Schädigung des Hornhautendothels. Eine regelmäßige postoperative Kontrolle des Endothels ist daher unbedingt ratsam. Insbesondere bei Hinterkammerlinsen kann es zur Trübung der körpereigenen Linse (Katarakt) kommen. Eine Augendruckerhöhung und im schlimmsten Fall ein Pupillarblock mit Anfallsglaukom (ein plötzliches starkes Ansteigen des Augeninnendrucks durch Pupillenverschluß) können nach PIOL-Implantationen auftreten. Bei größeren Einschnitten (6 mm) kann sich die Form der Hornhaut so verändern, dass es zu einem erheblichen, postoperativem Astigmatismus kommt. Kammerwinkelgestützte Linsen können außerdem die Form der Pupille beeinflussen. Diese kann unter Umständen eine ovale Form annehmen.